# 小球棘豆
小球棘豆（学名：Oxytropis microsphaera）为豆科棘豆属下的一个种。